# LMAN1
LMAN1‏ (Lectin, mannose binding 1) هوَ بروتين يُشَفر بواسطة جين LMAN1 في الإنسان.